# جزيرة داتو
جزيرة داتو وهي جزيرة من جزر إندونيسيا، وتقع في إقليم كالمنتان الغربية. وهي جزء إداري من منطقة سيجيدونج، مقاطعة ميمباواه،  غرب كاليمانتان. تقع هذه الجزيرة على بعد حوالي 40 كم غرب ساحل ميمباواه هيلير، و60 كم من مدينة بونتياناك. كانت هذه الجزيرة ذات يوم موقع انفجار سفن الصيد الأجنبية التي سرقت الأسماك في المياه الإندونيسية. يتم تطوير المياه المحيطة بهذه الجزيرة حاليًا كمنطقة جذب سياحي بحري من قبل حكومة مقاطعة ميمباواه نظرًا لوجود الشعاب المرجانية هناك. 